# Майко, Пандели
Пандели Майко (алб. Pandeli Majko; род. 15 ноября 1967, Тирана) — албанский политик, премьер-министр Албании с 1998 по 1999 и в течение короткого времени в 2002 году.

## Биография
Получил образование в Тиранском университете (факультет механики и инженерии, а позже — права).
Член Социалистической партии (с 1992).
В течение 1992—1995 лет Майко был председателем Европейского социалистического молодёжного форума Албании (FRESH), местного отделения Международного союза молодых социалистов (IUSY).
В 1992 году стал членом парламента в качестве члена Социалистической партии. В 1997—1998 Майко был генеральным секретарем партии и главой парламентской группы.
Премьер-министр (1998—1999, 2002) и министр обороны (2002—2005).
С сентября 1998 по октябрь 1999 года Майко управлял своим первым кабинетом в качестве главы правительства.
Он стал самым молодым главой правительства Албании всех времен, ему исполнилось 30 лет в 1998 году, когда он был впервые назначен на пост премьер-министра.